# Mussaenda bevanii
Mussaenda bevanii är en måreväxtart som beskrevs av Ferdinand von Mueller. Mussaenda bevanii ingår i släktet Mussaenda och familjen måreväxter. Inga underarter finns listade i Catalogue of Life.